# Копыл Спячий, Василий
Василий Копыл Спячий — московский купец XV—XVI вв., который, в числе прочего, вёл торговлю с Крымским ханством. 
В 1500 году Копыл Спячий ездил, при после князе Иване Семёновиче Кубенском, в Крым с товарами, но последние (общей стоимостью 1364 рубля) были разграблены азовскими татарами.
В 1515 году государь всея Руси Великий Князь Василий III Иванович посылал его с милостыней на Афон, куда Копыл-Спячий ехал через Константинополь с послом Василием Андреевичем Коробовым, имевшим, в частности, и поручение вести переговоры о делах торговых с султаном Селимом I.
Василий Копыл Спячий возвратился с Афона уже в 1518 года, вновь через Константинополь, вместе с афонскими старцами, в числе которых находился религиозный публицист, писатель и переводчик Максим Грек, который почитается Русской церковью в лике преподобных.